# Helen Gaskell
Helen Gaskell (ur. 16 stycznia 1983) – brytyjska kolarka górska, brązowa medalistka mistrzostw Europy i trzykrotna medalistka mistrzostw Europy juniorów.

## Kariera
Pierwszy sukces w karierze Helen Gaskell osiągnęła w 1999 roku, kiedy zdobyła brązowy medal w downhillu juniorek podczas mistrzostw świata w Åre. Wynik ten powtórzyła na rozgrywanych dwa lata później mistrzostwach w Vail, a na mistrzostwach świata w Sierra Nevada w 2000 roku była druga. Jej najlepszym wynikiem w kategorii seniorek jest brązowy medal wywalczony na mistrzostwach Europy w Limosano w 2006 roku. W zawodach tych wyprzedziły ją jedynie jej rodaczka Rachel Atherton oraz Marielle Saner ze Szwajcarii. W zawodach Pucharu Świata w kolarstwie górskim tylko raz stanęła na podium - 6 czerwca 2004 roku w Fort William była trzecia. W klasyfikacji końcowej najlepiej wypadła jednak w sezonie 2006, który ukończyła na piątej pozycji. Była ponadto siódma na rozgrywanych w 2007 roku mistrzostwach świata w Fort William.